# Ken Saro-Wiwa
Kenule Beeson Saro-Wiwa (ur. 10 października 1941 w Bori, Nigeria, zm. 10 listopada 1995 w Porcie Harcourt) – nigeryjski pisarz, producent telewizyjny i działacz ekologiczny. 

## Życiorys
Był członkiem ludu Ogoni, mniejszości etnicznej zamieszkującej deltę Nigru, która była obszarem poszukiwania ropy naftowej od lat pięćdziesiątych XX wieku. Jako prezydent Ruchu na rzecz Przetrwania Ludu Ogoni (ang. The Movement for the Survival of the Ogoni People, MOSOP), Saro-Wiwa prowadził kampanię bez użycia przemocy przeciwko niszczeniu środowiska naturalnego, co było związane z działalnością wydobywczą ponadnarodowych korporacji naftowych, szczególnie Shella. W 1994 za swoją działalność otrzymał nagrodę Right Livelihood.
31 października 1995 został skazany przez trybunał wojskowy na śmierć. Mimo wielu protestów na całym świecie, został powieszony 10 listopada 1995 wraz z ośmioma liderami ruchu MOSOP.

## Twórczość
- Ken Saro-Wiwa: Tambari, Ikeja, Longman Nigeria, 1973, ISBN 978-0-582-60135-2.
- Ken Saro-Wiwa: Songs in a Time of War, Port Harcourt, Saros, 1985, ISBN 978-978-2460-00-4.
- Ken Saro-Wiwa: Sozaboy: A Novel in Rotten English, Port Harcourt, Saros, 1986, ISBN 978-978-2460-02-8.
- Ken Saro-Wiwa: Mr. B., Port Harcourt, Saros, 1987, ISBN 978-1-870716-01-7.
- Ken Saro-Wiwa: Basi and Company: A Modern African Folktale, Port Harcourt, Saros, 1987, ISBN 978-1-870716-00-0.
- Ken Saro-Wiwa: Basi and Company: Four Television Plays, Port Harcourt, Saros, 1987, ISBN 978-1-870716-03-1.
- Ken Saro-Wiwa: Prisoners of Jebs, Port Harcourt [u.a.], Saros, 1988, ISBN 978-1-870716-02-4.
- Ken Saro-Wiwa: Adaku & Other Stories, London, Saros International, 1989, ISBN 1-870716-10-8.
- Ken Saro-Wiwa: Four Farcical Plays, London, Saros International, 1989, ISBN 1-870716-09-4.
- Ken Saro-Wiwa: On a Darkling Plain: An Account of the Nigerian Civil War, Epsom, Saros, 1989, ISBN 1-870716-11-6.
- Ken Saro-Wiwa: Genocide in Nigeria: The Ogoni Tragedy, London, Saros, 1992, ISBN 1-870716-22-1.
- Ken Saro-Wiwa: A Forest of Flowers: Short Stories, Burnt Mill, Harlow, Essex, England, Longman, 1995, ISBN 978-0-582-27320-7.
- Ken Saro-Wiwa: A Month and a Day: A Detention Diary, New York, N.Y.: Penguin Books, 1995, ISBN 978-0-14-025914-8.
- Ken Saro-Wiwa: Lemona's Tale, London, Penguin, 1996, ISBN 978-0-14-026086-1.
- Ken Saro-Wiwa, Onukaba Adinoyi-Ojo: A Bride for Mr B., London, Saros, 2005, ISBN 1-870716-26-4.